# Busuluk (Stadt)
Busuluk (russisch Бузулук) ist eine Mittelstadt mit 82.904 Einwohnern (Stand 14. Oktober 2010) im Westen der Oblast Orenburg, Russland.

## Geografie
Busuluk liegt am Fluss Samara und dessen Zufluss Busuluk, etwa auf halbem Weg zwischen der Gebietshauptstadt Orenburg und der Wolga-Metropole Samara, südwestlich der Ausläufer des Ural-Gebirges. Die Entfernung nach Orenburg beträgt 246 km, die nächstgelegene Stadt ist das 70 km entfernte Sorotschinsk.
Etwa 15 km nördlich der Stadt liegt der Busuluker Nadelwald (Бузулукский бор), ein über 1000 km² großes Waldgebiet, das seit Januar 2008 den Nationalparkstatus besitzt.

## Geschichte
Busuluk wurde 1736 als eine der damals zehn Festungen am Samara-Fluss gegründet. Der Stadtname entstammt einer der auf russischem Gebiet gesprochenen Turksprachen, allerdings existieren mehrere Versionen für die Bedeutung des Toponyms.
Während des Pugatschow-Bauernkrieges fiel die Festung an die Aufständischen, später verlor sie ihren ursprünglichen Zweck und entwickelte sich zu einer gewöhnlichen Stadt. Die Stadtrechte erhielt der Ort während einer Reform unter Katharina der Großen im Jahr 1781.
Eine beschleunigte Entwicklung erfuhr Busuluk mit der Eröffnung der Eisenbahnlinie von Samara nach Orenburg, an der es liegt, im Jahr 1877. Damals entstanden erstmals in der Stadt ein Kraftwerk, Schulen, Bibliotheken und andere Infrastruktureinrichtungen. Dank der nunmehr günstigen Verkehrslage blühte der Getreidehandel auf. Vom Ende des 19. Jahrhunderts bis zum Jahr 1926 verdoppelte sich die Bevölkerung Busuluks beinahe.
Von September 1941 bis April 1942 befand sich in Busuluk der Stab der Anders-Armee, der aufgrund des Sikorski-Maiski-Abkommens in der Sowjetunion aufgestellten polnischen Streitkräfte unter dem Kommando von General Władysław Anders.
Seit den 1960er-Jahren wurden in der Umgebung von Busuluk Erdöl-Lagerstätten erschlossen, was der Stadt erneut einen Wachstumsschub brachte und auch neue Stadtviertel entstehen ließ.

### Bevölkerungsentwicklung
| Jahr | Einwohner |
| ---- | --------- |
| 1897 | 14.362    |
| 1926 | 24.568    |
| 1939 | 42.430    |
| 1959 | 54.851    |
| 1970 | 67.091    |
| 1979 | 76.013    |
| 1989 | 83.994    |
| 2002 | 87.286    |
| 2010 | 82.904    |

Anmerkung: Volkszählungsdaten

## Wirtschaft und Verkehr
Wirtschaftlich lebt die Stadt vor allem von der Mineralölförderung in der Gegend und dessen Verarbeitung, ferner von der Leichtindustrie und vom Getreideanbau.
Der Lage zwischen den Metropolen Samara und Orenburg verdankt Busuluk seine gute Verkehrsanbindung mit einem Anschluss an die Fernstraße M5 und an die Bahnstrecke Samara–Orenburg.

## Söhne und Töchter der Stadt
- Alexander Jegorow (1883–1939), Militärführer
- Konstantin Jakowlew (1907–1978), Generalmajor[4]
- Alexander Dobroskok (* 1982), Wasserspringer
- Dmitri Dobroskok (* 1984), Turmspringer
- Walerija Kirdjaschewa (* 2000), Handballspielerin